# Seznam delovnih teles 1. državnega zbora Republike Slovenije
Seznam delovnih teles 1. državnega zbora Republike Slovenije.

## Komisije
- Mandatno-imunitetna komisija
- Komisija za volitve, imenovanja in administrativne zadeve
- Komisija po Zakonu o nezdružljivosti opravljanja javne funkcije s pridobitno dejavnostjo
- Komisija za poslovnik
- Komisija za narodni skupnosti
- Komisija za peticije
- Komisija za lokalno samoupravo
- Komisija za žensko politiko
- Komisija za nadzor nad delom varnostnih in obveščevalnih služb
- Komisija za spremljanje in nadzor lastninskega preoblikovanja družbene lastnine
- Komisija za vprašanja invalidov
- Komisija za evropske zadeve

## Odbori
- Odbor za gospodarstvo
- Odbor za infrastrukturo in okolje
- Odbor za kmetijstvo in gozdarstvo
- Odbor za finance in kreditno-monetarno politiko
- Odbor za nadzor proračuna in drugih javnih financ
- Odbor za mednarodne odnose
- Odbor za notranjo politiko in pravosodje
- Odbor za obrambo
- Odbor za znanost, tehnologijo in razvoj
- Odbor za zdravstvo, delo, družino in socialno politiko
- Odbor za kulturo, šolstvo in šport
- Odbor za spremljanje uresničevanja Resolucije o izhodiščih zasnove nacionalne varnosti Republike Slovenije

## Preiskovalne komisije
- Preiskovalna komisija za parlamentarno preiskavo o sumu zlorabe javnih pooblastil v poslovanju podjetij HIT d.o.o., Nova Gorica, Elan, Slovenske železarne, banke, ki so v sanacijskem postopku, dodelite koncesij za uvoz sladkorja tudi za potrebe državnih rezerv
- Preiskovalna komisija o raziskovanju povojnih množičnih pobojev, pravno dvomljivih procesov in drugih tovrstnih nepravilnosti
- Preiskovalna komisija za parlamentarno preiskavo o vpletenosti in odgovornosti javnih funkcij v zvezi z najdbo orožja na mariborskem letališču
- Preiskovalna komisija o domnevnem škodljivem, nedopustnem in nezakonitem ter neustavnem delovanju in poslovanju Izvršnega sveta Skupščine mesta Ljubljana, izvršnih svetov Skupščin občin Postojna, Trbovlje in Izola ter vseh tistih izvršnih svetov skupščin občin, pri katerih delovanju so bile s strani Službe družbenega knjigovodstva ali drugih pristojnih državnih organov ugotovljene nepravilnosti in nezakonitosti, ter o sumu zlorabe pooblastil nekaterih javnih funkcionarjev in drugih tovrstnih nepravilnosti
- Preiskovalna komisija o preiskavi politične odgovornosti posameznih nosilcev javnih funkcij v izvršnih svetih občin in republike za razkroj gospodarskega sistema Iskre
- Preiskovalna komisija o politični odgovornosti posameznih nosilcev javnih funkcij za aretacije, obsodbe ter izvršitev obsodb proti Janezu Janši, Ivanu Borštnerju, Davidu Tasiču in Franciju Zavrlu